# فرودگاه بین‌المللی ان‌شاالله
فرودگاه بین‌المللی ان‌شاالله (به انگلیسی: Inshallah International Airport) یک فرودگاه خصوصی است که یک باند فرود شن دارد و طول باند آن ۹۷۵ متر است. این فرودگاه در کشور ایالات متحده آمریکا قرار دارد و در ارتفاع ۱۳۸۹ متری از سطح دریا واقع شده‌است.